# Turckheim
Turckheim là một xã trong vùng Grand Est, thuộc tỉnh Haut-Rhin, quận Colmar (quận), tổng Wintzenheim. Tọa độ địa lý của xã là 48° 05' vĩ độ bắc, 07° 16' kinh độ đông. Turckheim nằm trên độ cao trung bình là 240 mét trên mặt nước biển, có độ cao thấp nhất là 219 mét và độ cao nhất là 840 mét. Xã có diện tích 16,46 km², dân số vào thời điểm 1999 là 3.594 người; mật độ dân số là 218 người/km².

## Thông tin nhân khẩu
| 1962  | 1968  | 1975  | 1982  | 1990  | 1999  |
| ----- | ----- | ----- | ----- | ----- | ----- |
| 3 028 | 3 028 | 3 609 | 3 510 | 3 567 | 3 594 |